# Stanisław Binięda
Stanisław Binięda (ur. 22 października 1922 w Skokowie, zm. ?) – polski funkcjonariusz służb mundurowych i bezpieczeństwa.
Prawdopodobnie tożsamy z funkcjonariuszem służb bezpieczeństwa PRL. Syn Franciszka i Wiktorii. W 1949 został strażnikiem więzienia w Lublinie, w 1951 awansowany na starszego referenta, a w 1953 na kierownika działu specjalnego. Równolegle w 1949 skierowany przez miejski komitet PZPR do pracy w Wojewódzkim Urzędzie Bezpieczeństwa Publicznego. Od 1954 pracował w WUBP jako oficer śledczy i oficer śledczy do spraw specjalnych.